# Петрушівська сільська рада (Ічнянський район)
Петруші́вська сільська́ ра́да — адміністративно-територіальна одиниця та орган місцевого самоврядування в Ічнянському районі Чернігівської області. Адміністративний центр — село Петрушівка.

## Загальні відомості
- Територія ради: 37,8 км²
- Населення ради: 550 осіб (станом на 2001 рік)

Петрушівська сільська рада зареєстрована 1963 року. Стала однією з 27-ти сільських рад Ічнянського району і одна з 19-ти, яка складається більше, ніж з одного населеного пункту.
На території сільради діє Петрушівський ДНЗ.

## Населені пункти
Сільській раді підпорядковані населені пункти:
- с. Петрушівка (288 осіб)
- с. Власівка (188 осіб)
- с-ще Качанівка (48 осіб)
- с. Проліски (14 осіб)
- с-ще Шевченка (12 осіб)

## Склад ради
Рада складається з 12 депутатів та голови.
- Голова ради: Гусар Олег Миколайович

### Керівний склад попередніх скликань
| Прізвище, ім'я, по батькові         | Основні відомості                                                               | Дата обрання | Дата звільнення |
| ----------------------------------- | ------------------------------------------------------------------------------- | ------------ | --------------- |
| Пальчиковський Микола Станіславович | Сільський голова, 1960 року народження, безпартійний                            | 26.03.2006   | 31.10.2010      |
| Пальковський Микола Станіславович   | Сільський голова, 1960 року народження, освіта середня спеціальна, безпартійний | 31.10.2010   | 11.12.2011      |
| Гусар Олег Миколайович              | Сільський голова, 1973 року народження, освіта середня загальна, безпартійний   | 11.12.2011   |                 |

Примітка: таблиця складена за даними сайту Верховної Ради України

### Депутати
За результатами місцевих виборів 2010 року депутатами ради стали:

#### За суб'єктами висування
| Суб'єкт висування | Кількість обраних депутатів | %  |
| ----------------- | --------------------------- | -- |
| Партія регіонів   | 6                           | 50 |
| Самовисування     | 6                           | 50 |

#### За округами
| № округу        | Прізвище, ім'я, по батькові    | Дата визнання обраним | Освіта             | Партійна приналежність | Відомості про обраного депутата                              |
| --------------- | ------------------------------ | --------------------- | ------------------ | ---------------------- | ------------------------------------------------------------ |
| Партія регіонів |                                |                       |                    |                        |                                                              |
| 1               | Підгорна Людмила Леонідівна    | 01.11.2010            | середня спеціальна | член Партії регіонів   | ПП Примак Н.М, продавець продтоварів                         |
| 2               | Клок Євгеній Віталійович       | 01.11.2010            | середня            | член Партії регіонів   | м. Київ, бетонщик                                            |
| 5               | Кот Валентина Миколаївна       | 01.11.2010            | середня            | член Партії регіонів   | тимчасово не працює                                          |
| 6               | Калініченко Людмила Василівна  | 01.11.2010            | середня            | член Партії регіонів   | ПарафіївськеСТ, продавець продтоварів                        |
| 7               | Зданевич Олена Василівна       | 01.11.2010            | вища               | позапартійна           | Петрушівська сільська рада, спеціаліст 2 категорії бухгалтер |
| 9               | Клочко Таміла Федорівна        | 01.11.2010            | середня            | член Партії регіонів   | ПарафіївськеСТ, головаПарафіївськ іого СТ                    |
| Самовисування   |                                |                       |                    |                        |                                                              |
| 3               | Самусь Василь Андрійович       | 01.11.2010            | середня            | позапартійний          | пенсіонер                                                    |
| 4               | Ковалівська Віра Борисівна     | 01.11.2010            | вища               | позапартійна           | пенсіонер                                                    |
| 8               | Лазний Валерій Станіславович   | 01.11.2010            | вища               | позапартійний          | НІКЗ «Качанівка», ландшафний архітктор                       |
| 10              | Пальчиковська Оксана Василівна | 01.11.2010            | вища               | позапартійна           | НІКЗ"Качанівка", головний бухгалтер                          |
| 11              | Шевченко Тарас Михайлович      | 01.11.2010            | вища               | позапартійний          | НІКЗ «Качанівка», заступник ген.директора                    |
| 12              | Гусар Олег Миколайович         | 01.11.2010            | середня            | позапартійний          | приватний підприємець                                        |